# Bateria antiaèria de Sant Pere Màrtir
La bateria antiaèria de Sant Pere Màrtir és un edifici militar de la muntanya de Sant Pere Màrtir, a Esplugues de Llobregat, que fou utilitzada durant la Guerra Civil espanyola, quan va ser el camp de proves d'un nou tipus d'agressió: els bombardeigs sistemàtics i indiscriminats sobre la població civil. Hi van participar, a més de l'aviació franquista, la legió Còndor d'Alemanya i l'Aviació Legionària italiana. Les ciutats, viles i pobles es van preparar per als atacs construint refugis i instal·lant defenses antiaèries, preferentment en llocs elevats. És el cas de les bateries antiaèries de Sant Pere Màrtir –un conjunt format per tres bases de canó, una trinxera, una fortificació militar/casamata i unes plataformes reflectores–, que es van construir l'any 1937 amb l'objectiu de protegir l'extrem sud de la ciutat de Barcelona.

## Descripció
Els vestigis de les defenses antiaèries instal·lades a la muntanya de Sant Pere Màrtir durant la Guerra Civil espanyola han estat recuperats mitjançant mètodes d'excavació arqueològica i s'han senyalitzat amb un faristol informatiu. L'objectiu és mostrar els mètodes de defensa que va utilitzar la República davant dels atacs de l'aviació italiana i alemanya, aliades de Franco, sobre la ciutat de Barcelona.
Aquest espai memorial està ubicat a l'extrem sud-est de la serra de Collserola – una superfície verda de més de 8.000 ha situada entre el riu Besòs, el Llobregat, la depressió del Vallès i el pla de Barcelona – i constitueix un mirador privilegiat sobre el delta del Llobregat. A la mateixa ciutat de Barcelona es troba un altre espai memorial de característiques semblants: les bateries antiaèries del turó de la Rovira – en fase de museïtzació. Així mateix el Parc Natural de Collserola ofereix diverses possibilitats per gaudir de l'espai natural més important de l'àrea metropolitana.